# Coenonympha geminipuncta
Coenonympha geminipuncta är en fjärilsart som beskrevs av Blachier 1905. Coenonympha geminipuncta ingår i släktet Coenonympha och familjen praktfjärilar. Inga underarter finns listade i Catalogue of Life.